# Fin che la barca va (il grillo e la formica)/L'ultimo di dicembre
Fin che la barca va (il grillo e la formica)/L'ultimo di dicembre è un singolo di Orietta Berti prodotto dalla Polydor.
fin che la barca va, stai a guardare, quando l'amore viene il campanello suonerà.»
(ritornello della canzone Fin che la barca va)

## Fin che la barca va
Altro brano molto importante per la carriera di Orietta Berti, che incise questo singolo dopo il Tipitipitì che l'aveva portata a Sanremo lo stesso anno. Gli autori del testo sono Flavia Arrigoni e Lorenzo Pilat, la musica è di Mario Panzeri.
 questo è quello che dice la stessa Berti dopo un'intervista.
La canzone partecipa a Un disco per l'estate arrivando al terzo posto. Nell'agosto dello stesso anno è in concorso a La cugina Orietta classificandosi al quinto posto.
La canzone arriva all'ottava posizione dell'hit parade, ottenendo un buon successo durante l'estate.

## L'ultimo di dicembre
L'ultimo di dicembre è la canzone pubblicata sul lato b del singolo. Anche questo brano è cantato da Berti e prodotto dalla Polydor.